# Phyllachora coccolobae
Phyllachora coccolobae är en svampart som först beskrevs av Rehm, och fick sitt nu gällande namn av Franz Petrak 1934. Phyllachora coccolobae ingår i släktet Phyllachora och familjen Phyllachoraceae.   Inga underarter finns listade i Catalogue of Life.